# Tatsuya Uchida
Tatsuya Uchida(8 de fevereiro de 1992) é um futebolista japonês que atua como meio-campo.Atualmente defende o Tokyo Verdi,por empréstimo do Gamba Osaka.

## Títulos
Gamba Osaka
- Campeonato Japonês(1)-2014
- Copa do Japão(2)-2014 e 2015
- Copa da Liga Japonesa(1)-2014